# Eochrois acutella
Eochrois acutella är en fjärilsart som beskrevs av Walker 1864. Eochrois acutella ingår i släktet Eochrois och familjen praktmalar, Oecophoridae. Inga underarter finns listade i Catalogue of Life.